# 51. pehotni polk (Italija)
51. pehotni polk Alpi (izvirno italijansko 51º Reggimento fanteria) je bil pehotni polk Kraljeve italijanske kopenske vojske.

## Zgodovina
Med prvo svetovno vojno je bil polk nastanjen na soški fronti, medtem ko je bil polk med drugo svetovno vojno (1940-43) nastanjen v Sloveniji. Ob italijanski kapitulaciji leta 1943 je bil polk nastanjen v Ljubljani.